# Piotr Żuchowski
Piotr Żuchowski, né le 4 mai 1964, est un homme politique polonais.

## Biographie
En 1988, il est diplômé de l'Université des arts de Poznań « Adam Mickiewicz » à Poznań. Il a travaillé comme enseignant et directeur scolaire à Szymbark (Powiat d'Iława) et à Iława. Il est devenu membre du Parti paysan polonais. 